# Liste der Baudenkmale in Handrup
In der Liste der Baudenkmale in Handrup sind alle Baudenkmale der niedersächsischen Gemeinde Handrup aufgelistet. Die Quelle der Baudenkmale ist der Denkmalatlas Niedersachsen. Der Stand der Liste ist der 17. Dezember 2020.

## Allgemein
In den Spalten befinden sich folgende Informationen:
- Lage: die Adresse des Baudenkmales und die geographischen Koordinaten. Kartenansicht, um Koordinaten zu setzen. In der Kartenansicht sind Baudenkmale ohne Koordinaten mit einem roten Marker dargestellt und können in der Karte gesetzt werden. Baudenkmale ohne Bild sind mit einem blauen Marker gekennzeichnet, Baudenkmale mit Bild mit einem grünen Marker.
- Bezeichnung: Bezeichnung des Baudenkmales
- Beschreibung: die Beschreibung des Baudenkmales. Unter § 3 Abs. 2 NDSchG werden Einzeldenkmale und unter § 3 Abs. 3 NDSchG Gruppen baulicher Anlagen und deren Bestandteile ausgewiesen.
- ID: die Objekt-ID des Baudenkmales
- Bild: ein Bild des Baudenkmales, ggf. zusätzlich mit einem Link zu weiteren Fotos des Baudenkmals im Medienarchiv Wikimedia Commons. Wenn man auf das Kamerasymbol klickt, können Fotos zu Baudenkmalen aus dieser Liste hochgeladen werden:

## Handrup

### Einzelbaudenkmale
| Lage                                             | Bezeichnung                           | Beschreibung | ID       | Bild |
| ------------------------------------------------ | ------------------------------------- | --- | -------- | ---- |
| Oermannsweg 3 52° 33′ 59″ N, 7° 34′ 34″ O        | Hofkreuz                              | | 35915792 |      |
| Zur Wassermühle 52° 33′ 29″ N, 7° 34′ 44″ O      | Wehranlage                            | Hölzernes Wehr. | 35916639 | BW   |
| Zur Wassermühle 52° 33′ 29″ N, 7° 34′ 44″ O      | Mühle                                 | Einstöckiger Fachwerkbau in Ankerbalkenkonstruktion mit Ziegelausfachung, Satteldach in Hohlpfannendeckung mit Strohdocken. Am wasserseitigen Giebel im Untergeschoss Sandsteinquadermauerwerk, davor unterschlächtiges Wasserrad (Strauberrad) in Holz. Im Inneren Mühlentechnik mit Mahlgang mit Oberantrieb funktionsfähig erhalten; ehem. zweiter Mahlgang entfernt. Datierung im Türsturz und im östl. Giebeldreieck „1811“. Inschriften in beiden Türstürzen der Südseite und in östlicher Giebelschwelle. Im Sandsteinmauerwerk der Wasserseite alte Grabplatten vermauert. Wehr und Radgerinne in Beton erneuert, vor dem Gerinne hölzernes Schütz für Handbetrieb vorhanden. Mahlbühne wohl aus Erbauungszeit, heutiger Mahlgang verm. nachträglich eingebaut. | 35914396 | BW   |
| Zur Wassermühle 52° 33′ 29″ N, 7° 34′ 44″ O      | Fließgewässer                         | | 35916277 | BW   |
| Lengericher Straße 52° 34′ 4″ N, 7° 35′ 32″ O    | Klosterkirche Herz-Jesu               | Gotisierender Sandsteinbau von 1925–27 nach Entwurf von K. Determann aus Lengerich errichtet. Kirche mit eingezogenem polygonalem Chor, Kirchenschiff mit hochsitzenden sechseckigen Fenstern. An Westseite Portal in dreiseitigen Vorbau, viergeschossiger Flankenturm mit Galerie und Laterne mit Spitzhelm. Turm und Sakristei mit Atrium verbunden, hier Zugang zu dem zeitgleich errichteten „Klostertrakt“ (Schule), in der vor der Kirchenweihe eine Hauskapelle eingerichtet wurde. | 35915896 |      |
| Lengericher Straße 1 52° 34′ 15″ N, 7° 36′ 14″ O | Mühle                                 | Schrotmühle (Motor) | 35915767 | BW   |
| Penninghuser Straße 5 52° 35′ 5″ N, 7° 34′ 25″ O | Nebengebäude                          | Stall und Scheune | 35915817 | BW   |
| 52° 34′ 20″ N, 7° 34′ 10″ O                      | Klause (Einsiedelei / Einzelsiedlung) | | 44833795 | BW   |
| Hestruper Straße 9 52° 33′ 16″ N, 7° 34′ 45″ O   | Scheune                               | Großer Wandständerbau mit Satteldach und Längs- bzw. Quereinfahrt. Ausfachung teilweise in Lehm. Erbaut 1774, jüngere Anbauten. | 35915869 | BW   |
| Hestruper Straße 52° 33′ 45″ N, 7° 35′ 43″ O     | Wegekapelle                           | Kleiner ädikulaartiger Backsteinbau unter Satteldach mit rundbogiger Öffnung und Schweifgiebel. Im Inneren Altar mit Kruzifix. Erbaut um 1930. | 35914342 |      |
| Am Schürenkamp 3 52° 33′ 49″ N, 7° 36′ 15″ O     | Wohn-/ Wirtschaftsgebäude             | Hallenhaus aus Fachwerk, Wohngiebel teilweise massiv erneuert. Innengerüst erhalten. Erbaut wohl 1. Hälfte 19. Jh. | 35915738 | BW   |